# Erschmatt
Erschmatt is een plaats in het Zwitserse kanton Wallis. Tot 2012 was het een zelfstandige gemeente, sinds 1 januari 2013 maakt het deel uit van de gemeente Leuk.
- Historisch woordenboek van Zwitserland: 002715
- Virtual International Authority File: 236371425